# خبر خوب (فیلم ۲۰۱۹)
خبر خوب (به انگلیسی: Good Newwz) یک فیلم سینمایی هندی در ژانر کمدی محصول سال ۲۰۱۹ به کارگردانی راج مهتا در اولین کارگردانی خود و تهیه کنندگی کاران جوهر، آپوروا مهتا، هیرو یاش جوهار، ششانک خیتان و آرونا باطیا است.
در این فیلم آکشی کومار، کارینا کاپور، دیلجیت دوسانجه و کیارا ادوانی در نقش‌های اصلی در این فیلم دو زوج می‌باشد که از لقاح مصنوعی استفاده می‌کنند.
فیلمبرداری اصلی در نوامبر ۲۰۱۸ آغاز شد و در آوریل ۲۰۱۹ به پایان رسید. این اثر در تاریخ ۲۷ دسامبر ۲۰۱۹ در هند منتشر شد.